# Отбор на България за Фед Къп
Отборът на България за Фед Къп представлява страната в международния отборен турнир по тенис за жени Фед Къп. Отборът се състезава във Втора група на Евро-Африканската зона (явяваща се четвърто ниво в структурата на Фед Къп). През последното издание на турнира през 2009 г. отборът изпадна от Първа група на Евро-Африканската зона, губейки от отбора на Босна и Херцеговина в плейофа за оставане в групата.
В световното отборно първенство за мъже Купа Дейвис, България е представлявана от Отбора за Купа Дейвис.

## История
Българското участие във Фед Къп започва през 1966 г. Първата среща на отбора е срещу отбора на Канада. За България играят големите български тенисистки Мария Чакърова и Любка Радкова. В първия мач Мария Чакърова побеждава представителката на Канада Вики Бернер в три сета.
Българският отбор е участвал в 31 от състезанията. До 1983 г. участието е спорадично, а след тази година България участва във всички прояви. До 1996 г. България се състезава в Световната група на състезанието. Но след неубедително представяне срещу Словакия, България губи като домакин с 0 – 5 и изпада в Първа група на Евро-Африканската зона. През 2009 г. отборът за първи път в своята история изпада във Втора група на Евро-Африканската зона, губейки от отбора на Босна и Херцеговина в плейофа за оставане в Първа група.
Най-доброто класиране на отбора е от 1985 г. и 1987 г., когато достига до полуфинал. През 1968, 1984, 1986, 1989, 1992 и 1994 г. България достига до четвъртфинали. Несъмнено най-големите успехи се свързват с името Малеева. Мануела, Катерина и Магдалена Малееви се грижат в продължение на повече от 20 години за доброто представяне на България в състезанието.

## Резултати през годините
| Дата             | Съперник            | Резултат | Домакин                  | Група                                           |
| ---------------- | ------------------- | -------- | ------------------------ | ----------------------------------------------- |
| 7 февруари 2009  | Босна и Херцеговина | 1 – 2    | Талин, Естония           | Среща за оставане в Първа Евро-Африканска Група |
| 6 февруари 2009  | Хърватска           | 1 – 2    | Талин, Естония           | Първа Евро-Африканска Група                     |
| 4 февруари 2009  | Естония             | 0 – 3    | Талин, Естония           | Първа Евро-Африканска Група                     |
| 2 февруари 2008  | Унгария             | 0 – 2    | Будапеща, Унгария        | Първа Евро-Африканска Група                     |
| 1 февруари 2008  | Холандия            | 0 – 2    | Будапеща, Унгария        | Първа Евро-Африканска Група                     |
| 31 януари 2008   | Люксембург          | 2 – 1    | Будапеща, Унгария        | Първа Евро-Африканска Група                     |
| 30 януари 2008   | Португалия          | 3 – 0    | Будапеща, Унгария        | Първа Евро-Африканска Група                     |
| 21 април 2007    | Литва               | 2 – 0    | Пловдив, България        | Среща за оставане в Първа Евро-Африканска Група |
| 20 април 2007    | Люксембург          | 1 – 2    | Пловдив, България        | Първа Евро-Африканска Група                     |
| 19 април 2007    | Полша               | 0 – 3    | Пловдив, България        | Първа Евро-Африканска Група                     |
| 18 април 2007    | Великобритания      | 0 – 3    | Пловдив, България        | Първа Евро-Африканска Група                     |
| 20 април 2006    | Украйна             | 2 – 1    | Пловдив, България        | Първа Евро-Африканска Група                     |
| 19 април 2006    | Великобритания      | 1 – 2    | Пловдив, България        | Първа Евро-Африканска Група                     |
| 18 април 2006    | Унгария             | 2 – 1    | Пловдив, България        | Първа Евро-Африканска Група                     |
| 10 юли 2005      | Япония              | 1 – 4    | Токио, Япония            | Среща за влизане във Втора Световна Група       |
| 23 април 2005    | Холандия            | 2 – 0    | Анталия, Турция          | Първа Евро-Африканска Група                     |
| 22 април 2005    | Естония             | 3 – 0    | Анталия, Турция          | Първа Евро-Африканска Група                     |
| 21 април 2005    | Унгария             | 3 – 0    | Анталия, Турция          | Първа Евро-Африканска Група                     |
| 20 април 2005    | ЮАР                 | 2 – 1    | Анталия, Турция          | Първа Евро-Африканска Група                     |
| 11 юли 2004      | Япония              | 2 – 3    | Пловдив, България        | Среща за влизане в Световната Група             |
| 24 април 2004    | Сърбия и Черна гора | 2 – 1    | Атина, Гърция            | Първа Евро-Африканска Група                     |
| 22 април 2004    | Полша               | 2 – 1    | Атина, Гърция            | Първа Евро-Африканска Група                     |
| 21 април 2004    | Гърция              | 2 – 1    | Атина, Гърция            | Първа Евро-Африканска Група                     |
| 19 април 2004    | Естония             | 1 – 2    | Атина, Гърция            | Първа Евро-Африканска Група                     |
| 24 април 2003    | Израел              | 2 – 1    | Ещорил, Португалия       | Първа Евро-Африканска Група                     |
| 23 април 2003    | Югославия           | 1 – 2    | Ещорил, Португалия       | Първа Евро-Африканска Група                     |
| 21 април 2003    | Грузия              | 2 – 1    | Ещорил, Португалия       | Първа Евро-Африканска Група                     |
| 27 април 2002    | Украйна             | 1 – 2    | Анталия, Турция          | Първа Евро-Африканска Група                     |
| 26 април 2002    | Естония             | 2 – 1    | Анталия, Турция          | Първа Евро-Африканска Група                     |
| 25 април 2002    | Грузия              | 2 – 1    | Анталия, Турция          | Първа Евро-Африканска Група                     |
| 24 април 2002    | Португалия          | 3 – 0    | Анталия, Турция          | Първа Евро-Африканска Група                     |
| 27 април 2001    | Люксембург          | 1 – 2    | Мурсия, Испания          | Първа Евро-Африканска Група                     |
| 25 април 2001    | Дания               | 2 – 1    | Мурсия, Испания          | Първа Евро-Африканска Група                     |
| 24 април 2001    | Израел              | 1 – 2    | Мурсия, Испания          | Първа Евро-Африканска Група                     |
| 23 април 2001    | Гърция              | 1 – 2    | Мурсия, Испания          | Първа Евро-Африканска Група                     |
| 18 май 2000      | Холандия            | 0 – 3    | Ла Манга, Испания        | Първа Евро-Африканска Група                     |
| 17 май 2000      | Турция              | 3 – 0    | Ла Манга, Испания        | Първа Евро-Африканска Група                     |
| 16 май 2000      | Швеция              | 2 – 1    | Ла Манга, Испания        | Първа Евро-Африканска Група                     |
| 22 април 1999    | Словения            | 1 – 2    | Ла Манга, Испания        | Първа Евро-Африканска Група                     |
| 21 април 1999    | Великобритания      | 1 – 2    | Ла Манга, Испания        | Първа Евро-Африканска Група                     |
| 20 април 1999    | Финландия           | 3 – 0    | Ла Манга, Испания        | Първа Евро-Африканска Група                     |
| 19 април 1999    | Югославия           | 3 – 0    | Ла Манга, Испания        | Първа Евро-Африканска Група                     |
| 16 април 1998    | Латвия              | 1 – 2    | Ла Манга, Испания        | Първа Евро-Африканска Група                     |
| 15 април 1998    | ЮАР                 | 1 – 2    | Ла Манга, Испания        | Първа Евро-Африканска Група                     |
| 14 април 1998    | Румъния             | 1 – 2    | Ла Манга, Испания        | Първа Евро-Африканска Група                     |
| 24 април 1997    | Гърция              | 1 – 2    | Бари, Италия             | Първа Евро-Африканска Група                     |
| 23 април 1997    | Русия               | 1 – 2    | Бари, Италия             | Първа Евро-Африканска Група                     |
| 14 юли 1996      | Южна Корея          | 1 – 4    | Пловдив, България        | Среща за оставане в Световната Група            |
| 28 април 1996    | Словакия            | 0 – 5    | Пловдив, България        | 1 кръг, Световна Група                          |
| 23 юли 1995      | ЮАР                 | 0 – 5    | Блюмфонтейн, ЮАР         | 1 кръг, Световна Група                          |
| 23 април 1995    | Испания             | 2 – 3    | София, България          | 1 кръг, Световна Група                          |
| 22 юли 1994      | Франция             | 1 – 2    | Франкфурт, Германия      | 1/4 финал, Световна Група                       |
| 21 юли 1994      | Индонезия           | 3 – 0    | Франкфурт, Германия      | 2 кръг, Световна Група                          |
| 19 юли 1994      | Хърватска           | 2 – 1    | Франкфурт, Германия      | 1 кръг, Световна Група                          |
| 21 юли 1993      | Аржентина           | 1 – 2    | Франкфурт, Германия      | 2 кръг, Световна Група                          |
| 19 юли 1993      | Южна Корея          | 2 – 1    | Франкфурт, Германия      | 1 кръг, Световна Група                          |
| 17 юли 1992      | Унгария             | 2 – 1    | Франкфурт, Германия      | 1/4 Финал (play off), Световна Група            |
| 16 юли 1992      | Румъния             | 2 – 1    | Франкфурт, Германия      | 1 кръг (play off), Световна Група               |
| 14 юли 1992      | Австралия           | 1 – 2    | Франкфурт, Германия      | 1 кръг, Световна Група                          |
| 24 юли 1991      | САЩ                 | 0 – 3    | Нотингам, Великобритания | 2 кръг, Световна Група                          |
| 22 юли 1991      | Унгария             | 3 – 0    | Нотингам, Великобритания | 1 кръг, Световна Група                          |
| 29 юли 1990      | Бразилия            | 1 – 2    | Атланта, САЩ             | утешителен мач, Световна Група                  |
| 29 юли 1990      | Филипини            | 3 – 0    | Атланта, САЩ             | квалификации, Световна Група                    |
| 29 юли 1990      | Норвегия            | 3 – 0    | Атланта, САЩ             | утешителен мач, Световна Група                  |
| 29 юли 1990      | Австрия             | 0 – 3    | Атланта, САЩ             | 1 кръг, Световна Група                          |
| 9 октомври 1989  | Южна Корея          | 3 – 0    | Токио, Япония            | 1 кръг, Световна Група                          |
| 11 декември 1988 | Холандия            | 0 – 2    | Мелбърн, Австралия       | утешителен мач, Световна Група                  |
| 11 декември 1988 | Малта               | 2 – 1    | Мелбърн, Австралия       | утешителен мач, Световна Група                  |
| 11 декември 1988 | Филипини            | 3 – 0    | Мелбърн, Австралия       | квалификации, Световна Група                    |
| 11 декември 1988 | Швеция              | 0 – 3    | Мелбърн, Австралия       | 1 кръг, Световна Група                          |
| 2 август 1987    | САЩ                 | 0 – 3    | Ванкувър, Канада         | 1/2 финал, Световна Група                       |
| 2 август 1987    | Австралия           | 2 – 0    | Ванкувър, Канада         | 1/4 финал, Световна Група                       |
| 2 август 1987    | Индонезия           | 2 – 1    | Ванкувър, Канада         | 2 кръг, Световна Група                          |
| 2 август 1987    | Гърция              | 2 – 1    | Ванкувър, Канада         | 1 кръг, Световна Група                          |
| 27 юли 1986      | ФРГ                 | 1 – 2    | Прага, Чехословакия      | 1/4 финал, Световна Група                       |
| 27 юли 1986      | Франция             | 2 – 1    | Прага, Чехословакия      | 2 кръг, Световна Група                          |
| 27 юли 1986      | СССР                | 2 – 1    | Прага, Чехословакия      | 1 кръг, Световна Група                          |
| 14 октомври 1985 | Чехословакия        | 1 – 2    | Нагоя, Япония            | 1/2 финал, Световна Група                       |
| 14 октомври 1985 | Великобритания      | 2 – 1    | Нагоя, Япония            | 1/4 финал, Световна Група                       |
| 14 октомври 1985 | Югославия           | 3 – 0    | Нагоя, Япония            | 2 кръг, Световна Група                          |
| 14 октомври 1985 | СССР                | 3 – 0    | Нагоя, Япония            | 1 кръг, Световна Група                          |
| 22 юли 1984      | Югославия           | 1 – 2    | Сао Паоло, Бразилия      | 1/4 финал, Световна Група                       |
| 22 юли 1984      | СССР                | 2 – 1    | Сао Паоло, Бразилия      | 2 кръг, Световна Група                          |
| 22 юли 1984      | Великобритания      | 1 – 2    | Сао Паоло, Бразилия      | 1 кръг, Световна Група                          |
| 24 юли 1983      | СССР                | 1 – 2    | Цюрих, Швейцария         | утешителен мач, Световна Група                  |
| 24 юли 1983      | Швейцария           | 0 – 3    | Цюрих, Швейцария         | 1 кръг, Световна Група                          |
| 24 юли 1983      | Зимбабве            | 3 – 0    | Цюрих, Швейцария         | утешителен мач, Световна Група                  |
| 11 май 1975      | Индонезия           | 0 – 2    | О-ен-Прованс, Франция    | утешителен мач, Световна Група                  |
| 11 май 1975      | Франция             | 0 – 3    | О-ен-Прованс, Франция    | 1 кръг, Световна Група                          |
| 25 май 1969      | Холандия            | 0 – 3    | Атина, Гърция            | 1 кръг, Световна Група                          |
| 26 май 1968      | Холандия            | 0 – 3    | Париж, Франция           | 1/4 финал, Световна Група                       |
| 26 май 1968      | ФРГ                 | отег.    | Париж, Франция           | 2 кръг, Световна Група                          |
| 26 май 1968      | Чили                | 2 – 1    | Париж, Франция           | 1 кръг, Световна Група                          |
| 15 май 1966      | Канада              | 1 – 2    | Торино, Италия           | 1 кръг, Световна Група                          |

## Статистика
Актуална към 8 март 2009 г.
- България е с отрицателен баланс във Фед Къп. От 95 срещи има 45 победи и 50 загуби.
- През 30-годишната си история в състезанието, България има положителен или неутрален баланс срещу страни като – Аржентина, Унгария, Индонезия, Израел, Румъния, Русия, Сърбия, Швеция, и др. Успех представляват и победите над Австралия, Франция, Холандия, Германия, ЮАР.
- Най-успешнатата българска тенисистка за Фед Къп е Катерина Малеева. Тя е играла 10 години в отбора на България и има общо 28 срещи. Тя е с положителен баланс от всичките си мачове (29 спечелени и 22 загубени), баланса ѝ на сингъл също е положителен – 20 – 9. Както коментира един журналист, отразяващ представянето на България в Бразилия, през 1984 „... успехите на българския тим зависят от това, докъде ще стигнат силите на Катерина...“. Заедно с Мануела Малеева, Катерина участва и в най-успешната двойка на България.
- Най-успешният треньор на българския тим е Юлия Берберян, с която тимът достига полуфинали в световната група.
- Най-младата тенисистка в българския отбор е Сесил Каратанчева, която играе първия си мач на 14 години и 225 дена.
- Най-възрастната тенисистка в българския отбор е Юлия Берберян, която играе за последно на 42 години и 293 дена. Тя се състезава през златните години на българския отбор (осемдесетте) като играещ треньор и участва основно на двойки, когато срещата от двойките няма значение за изхода на двубоя между страните. Първия си мач играе през 1968 г., последния през 1987 г. Няма победа за националния отбор.
- Две състезателки са се състезавали освен за България и за друга страна. Мануела Малеева-Франие играе до 1989 г. в отбора на България, а от 1991 г. представлява Швейцария. С отбора на България тя е полуфиналист два пъти и два пъти достига до четвъртфинали, с отбора на Швейцария е четвъртфиналистка веднъж. Елена Пампулова-Вагнер играе до 1992 г. за България с най-добро представяне четвърфинал в плейоф на световната група, от 1997 г. играе за отбора на Германия с най-добро представяне четвъртфинал в световната група.
- За България са играли:

| Име                    | Спечелени мачове | Загубени мачове | Брой Срещи | Първо участие | Брой Години |
| ---------------------- | ---------------- | --------------- | ---------- | ------------- | ----------- |
| Жаклин Алауи           | 0                | 2               | 2          | 2007          | 1           |
| Галя Ангелова          | 6                | 5               | 8          | 1988          | 2           |
| Любомира Бачева        | 1                | 4               | 4          | 1993          | 4           |
| Юлия Берберян          | 0                | 4               | 4          | 1968          | 3           |
| Адриана Велчева        | 1                | 4               | 3          | 1983          | 1           |
| Галина Димитрова       | 0                | 2               | 2          | 1997          | 1           |
| Дора Джилянова         | 0                | 1               | 1          | 1995          | 1           |
| Диа Евтимова           | 5                | 6               | 8          | 2007          | 2           |
| Филипа Габровска       | 2                | 4               | 6          | 1998          | 3           |
| Мария Гезненге         | 5                | 2               | 7          | 1999          | 4           |
| Сесил Каратанчева      | 9                | 5               | 8          | 2004          | 2           |
| Марина Кондова         | 1                | 1               | 2          | 1983          | 1           |
| Елица Костова          | 0                | 7               | 4          | 2008          | 2           |
| Димана Кръстевич       | 1                | 4               | 3          | 2006          | 1           |
| Светлана Кривенчева    | 2                | 4               | 6          | 1988          | 4           |
| Магдалена Малеева      | 24               | 17              | 24         | 1991          | 9           |
| Катерина Малеева       | 29               | 22              | 28         | 1984          | 10          |
| Мануела Малеева-Франие | 22               | 12              | 20         | 1983          | 6           |
| Десислава Младенова    | 1                | 2               | 3          | 2007          | 1           |
| Диана Москова          | 0                | 1               | 1          | 1975          | 1           |
| Теодора Недева         | 0                | 3               | 3          | 1996          | 2           |
| Павлина Стоянова-Нола  | 5                | 7               | 7          | 1995          | 3           |
| Елена Пампулова-Вагнер | 8                | 8               | 12         | 1988          | 5           |
| Антоанета Панджерова   | 8                | 13              | 14         | 1996          | 5           |
| Мария Пенкова          | 3                | 6               | 8          | 2004          | 3           |
| Цветана Пиронкова      | 16               | 16              | 22         | 2003          | 7           |
| Любка Радкова          | 1                | 9               | 5          | 1966          | 4           |
| Дора Рангелова         | 4                | 7               | 8          | 1986          | 3           |
| Христинка Сотирова     | 0                | 1               | 1          | 1975          | 1           |
| Радослава Топалова     | 1                | 2               | 3          | 2001          | 2           |
| Десислава Топалова     | 18               | 16              | 23         | 1997          | 8           |
| Мария Чакърова         | 3                | 4               | 4          | 1966          | 3           |

## Състав

### 2006
- Цветана Пиронкова
- Димана Кръстевич
- Мария Пенкова
- Диа Евтимова
- Капитан: Десислава Топалова

### 2007
- Цветана Пиронкова
- Диа Евтимова
- Десислава Младенова
- Жаклин Алауи
- Капитан: Иво Братанов

### 2008
- Цветана Пиронкова
- Диа Евтимова
- Елица Костова
- Дора Рангелова
- Капитан: Дора Рангелова

### 2009
- Цветана Пиронкова
- Елица Костова
- Далия Зафирова
- Мартина Гледачева
- Биляна Павлова[3]
- Капитан: Дора Рангелова

### 2010
- Цветана Пиронкова
- Диа Евтимова
- Елица Костова
- Биляна Павлова-Димитрова
- Капитан: Дора Рангелова

### 2011
- Цветана Пиронкова
- Елица Костова
- Диа Евтимова
- Магдалена Малеева
- Капитан: Дора Рангелова